# Růžičková kapusta
Růžičková kapusta je druh košťálové zeleniny vhodné ke konzumaci, kultivar brukve. Její listy jsou bohaté na základní živiny včetně vitaminu C.

## Popis
Tento druh zeleniny je odolný proti menším mrazům a proto vydrží na záhonu i přes zimu. Není náročný na pěstování. Obsahuje mnoho draslíku, manganu, vitaminu B1 a hlavně vlákniny, ale také síru, proto je třeba množství omezit. Má velice pozitivní vliv na zdraví a kondici.

## Galerie

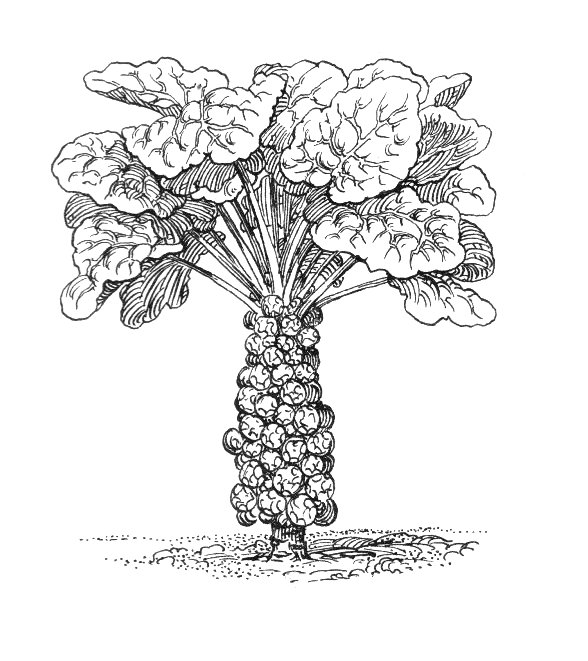
Nákres celé rostliny
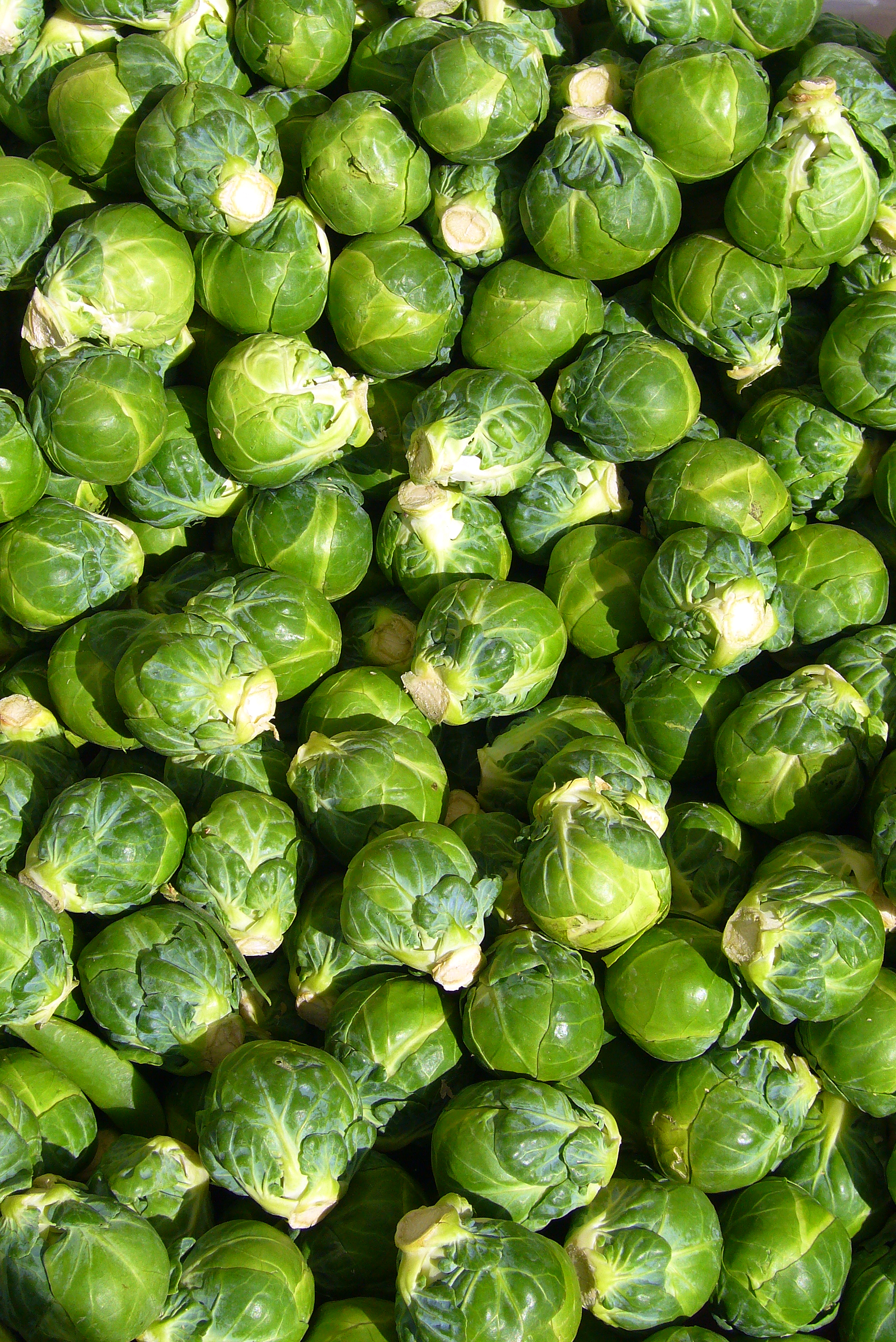
Sklizené růžičky
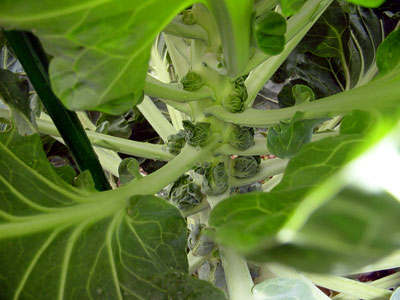
Malé růžičky na matečné rostlině
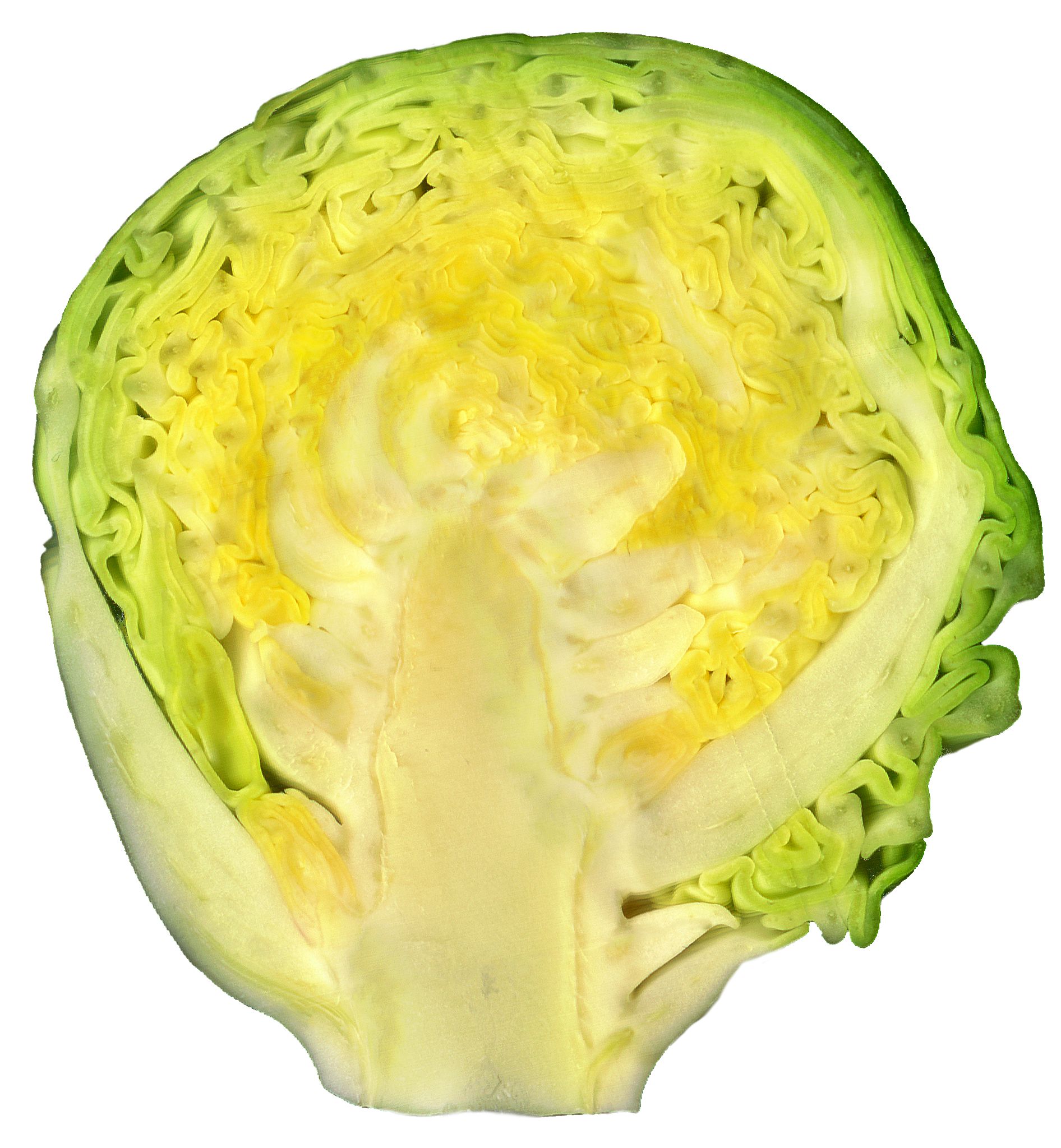
Růžička kapusty na řezu

## KultivaryBrassica oleracea
- Brassica oleracea convar. capitata (L.) Alef. – hlávkové zelí
- Brassica oleracea convar. sabauda (L.) O.F.Schulz. – hlávková kapusta
- Brassica oleracea convar. gemmifera (Dc.) Markgr. – růžičková kapusta
- Brassica oleracea var. medullosa Thell. – dřeňová kapusta
- Brassica oleracea var. acephala Dc. – kapusta kadeřavá – jarmuz (krmná kapusta)
- Brassica oleracea var. sabellica Dc. – kapusta kadeřavá – kadeřávek
- Brassica oleracea convar. gongylodes (L.) Markgr. – kedluben
- Brassica oleracea convar. botrytis (L.) Markgr. – květák, romanesco
- Brassica oleracea var. italica Plenck – brokolice

- hlávkové zelí (convar. capitata)
- růžičková kapusta (convar. gemmifera)
- dřeňová kapusta (var. medullosa)
- kadeřávek (var. sabellica)
- brokolice (var. italica)
- kedluben (var. gongylodes)
- květák (var. botrytis)